# Faramir

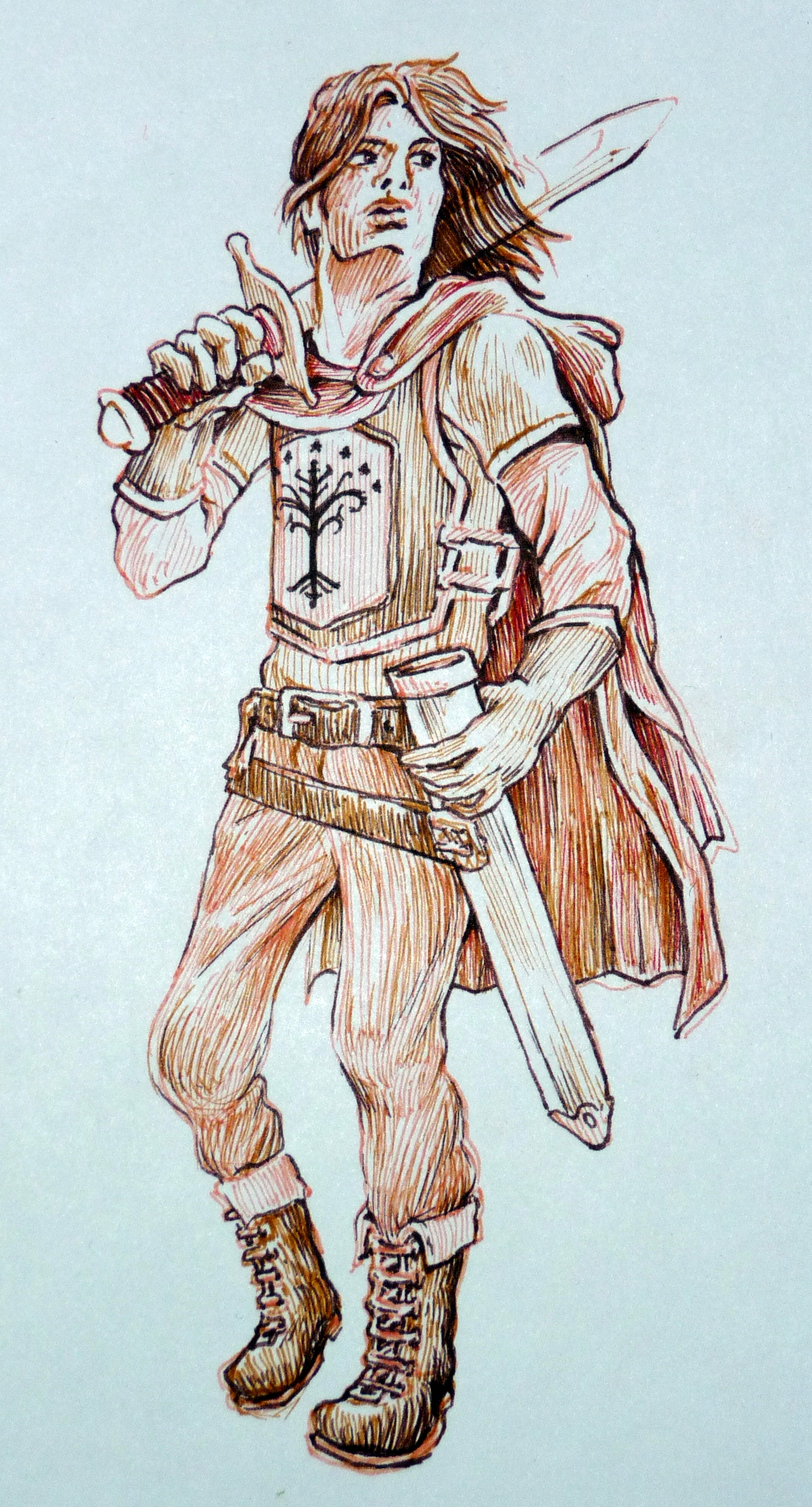
Faramir

Faramir är en fiktiv person i J.R.R. Tolkiens trilogi om Ringen. Han förekommer i De två tornen och Konungens återkomst. Han är yngre bror till Boromir och son till Denethor II och innehar titeln Kapten av Gondor. Född år 2983 i Tredje Åldern, död år 81 i Fjärde Åldern, 120 år gammal.
Faramir är den yngre sonen till rikshovmästaren Denethor II och Finduilas av Dol Amroth. Modern dog när han endast var några år gammal. Faramir växte upp i Minas Tirith, hela tiden i skuggan av sin bror. Denna blev älskad och favoriserad av fadern, samtidigt som Faramir gavs ringa uppmärksamhet. Denethor föraktade Faramir, trots att han var mer lik honom själv än Boromir. Mellan de båda syskonen fanns dock ett starkt band. Faramir var lärd, älskade sånger och historia och blev högt älskad av sitt folk för sitt lugna och vänliga sätt.
Faramir blev svårt skadad i slaget vid Pelennors fält, men helades av Aragorn i Läkandets hus. Där fick han reda på att Denethor, i tron att Faramir varit död, hade försökt att bränna ihjäl både sig själv och Faramir i sorg. Peregrin Took och Gandalf hade hunnit att förhindra detta med hjälp av Beregrond, en soldat som tjänade Faramir. Faramir hade räddats men Denethor hann ta sitt liv.
I Läkandets hus mötte Faramir Éowyn av Rohan, som han omedelbart blev förälskad i. När Aragorn efter Ringens krig blivit kung av Gondor, utnämndes Faramir till rikshovmästare och blev dessutom furste av Ithilien. Faramir gifte sig med Éowyn och man vet att de fick sonen Elboron. 